# Anton Grimus
Anton Grimus (* 27. Dezember 1990 in Mansfield) ist ein ehemaliger australischer Freestyle-Skier. Er startete in der Disziplin Skicross und nahm an zwei Olympischen Winterspielen sowie vier Freestyle-Skiing-Weltmeisterschaften teil.

## Werdegang
Grimus nahm von 2005 bis 2012 als Alpine Skirennläufer vorwiegend an FIS-Rennen sowie am Australian New Zealand Cup teil und startete im Skicross im Dezember 2010 in Innichen erstmals im Freestyle-Skiing-Weltcup, wobei er die Plätze 17 und zehn errang. Zuvor wurde er bei den Juniorenweltmeisterschaften 2010 in Cardrona Vierter. Bei den Weltmeisterschaften im Februar 2011 in Deer Valley fuhr er auf den 30. Platz. In der Saison 2011/12 und 2012/13 gewann er im Australian New Zealand Cup die Skicross-Disziplinenwertung. Zudem kam er in der Saison 2012/13 im Weltcup dreimal unter den ersten Zehn. Dabei erreichte er mit dem dritten Platz in Nakiska seine einzige Podestplatzierung  im Weltcup und zum Saisonende mit dem 12. Platz im Skicross-Weltcup sein bestes Gesamtergebnis. Beim Saisonhöhepunkt, den Weltmeisterschaften 2013 in Voss, wurde er Siebter. Im folgenden Jahr errang er in Sotschi bei seiner ersten Teilnahme an Olympischen Winterspielen den 25. Platz. In der Saison 2014/15 und 2015/16 gewann er erneut die Skicross-Disziplinenwertung des Australian New Zealand Cups. Außerdem fuhr er bei den Weltmeisterschaften 2015 am Kreischberg auf den 26. Platz und belegte in der Saison 2014/15 mit zwei Top-Zehn-Platzierungen den 26. Platz im Skicross-Weltcup. In der Saison 2016/17 wurde er Dritter in der Gesamtwertung sowie Zweiter in der Skicross-Disziplinenwertung des Australian New Zealand Cups und errang bei den Weltmeisterschaften 2017 in der Sierra Nevada den 32. Platz. Bei den Olympischen Winterspielen im folgenden Jahr in Pyeongchang belegte er den 30. Platz. Seinen 71. und damit letzten Weltcup absolvierte er im Dezember 2019 in Arosa, welchen er auf dem 46. Platz beendete.

## Erfolge

### Olympische Spiele
- 2014 Sotschi: 25. Platz Skicross
- 2018 Pyeongchang: 30. Platz Skicross

### Weltmeisterschaften
- 2011 Deer Valley: 30. Platz Skicross
- 2013 Voss: 7. Platz Skicross
- 2015 Kreischberg: 26. Platz Skicross
- 2017 Sierra Nevada: 32. Platz Skicross

### Weltcupwertungen
| Saison  | Gesamt | Gesamt | Skicross | Skicross |
| Saison  | Platz  | Punkte | Platz    | Punkte   |
| ------- | ------ | ------ | -------- | -------- |
| 2010/11 | 119.   | 5      | 35.      | 52       |
| 2011/12 | 131.   | 6      | 36.      | 55       |
| 2012/13 | 58.    | 19     | 12.      | 193      |
| 2013/14 | 161.   | 6      | 38.      | 66       |
| 2014/15 | 97.    | 9      | 26.      | 100      |
| 2015/16 | 131.   | 8,33   | 29.      | 100      |
| 2016/17 | 237.   | 1,93   | 44.      | 27       |
| 2017/18 | 238.   | 2,2    | 45.      | 22       |

### Juniorenweltmeisterschaften
- 2010 Cardrona: 4. Platz Skicross

### Australian New Zealand Cup
- 13 Podestplätze, davon 8 Siege
- Saison 2011/12: 1. Platz Skicross-Disziplinenwertung
- Saison 2012/13: 1. Platz Skicross-Disziplinenwertung
- Saison 2014/15: 1. Platz Skicross-Disziplinenwertung
- Saison 2015/16: 1. Platz Skicross-Disziplinenwertung
- Saison 2016/17: 2. Platz Skicross-Disziplinenwertung, 3. Platz Gesamtwertung

### Weitere Erfolge
- 1 Sieg im Europacup